# Vukašin Višnjevac
Vukašin Višnjevac (srpski: Вукашин Вишњевац; Gacko, 10. lipnja 1939. – Beograd, 26. rujna 2019.) bio je bosanskohercegovački nogometaš i trener.
Rođen je u Gacku. U Sarajevu je proveo djetinjstvo. Igrao za Sarajevo, Igman, Slogu, Istru i Rovinj. Kao internacionalac igrao je u kuvajtskim i saudijskim klubovima. Preminuo je 2019. godine.

## Trenerska karijera
Trenersku karijeru započeo je u istarskim klubovima.
Trenirao je Sarajevo, mostarski Velež, ljubljansku Olimpiju, skopski Vardar, novosadsku Vojvodinu i trebinjski Leotar. Vodio je i Partizan, Rijeku i zenički Čelik. Bio je izbornik jordanske reprezentacije. Deset je godina bio u stručnom stožeru jugoslavenske nogometne reprezentacije. 
Trenirao je mladu reprezentaciju Jugoslavije do 21 godine, s kojom je 1979. došao do završnice europskog prvenstva (Jugoslavija - DR Njemačka 4:3). S jugoslavenskom olimpijskom reprezentacijom osvojio je brončano odličje 1980. na Olimpijskim igrama u Moskvi. Zlato je osvojio s jugoslavenskom reprezentacijom na Mediteranskim igrama 1979. u Splitu. U ulozi trenera reprezentacije bio je na svjetskom prvenstvu 1982. u Španjolskoj.

## Izdanja
Godine 2011. objavio je športsko-životopisnu knjigu "Od talenta do asa - kako?". Višnjevčev je almanah ujedno vodič mladim trenerima. U knjizi je pružio i uvid funkcioniranja najpoznatijih nogometnih klubova bivše Jugoslavije.